# Атанши
Атанши (каз. Атанши) — упразднённое село в Аральском районе Кызылординской области Казахстана. Расположено на территории Улытауского района Карагандинской области. Входило в состав Атаншинского сельского округа. Код КАТО — 433232200. Упразднено в 2018 г.

## Население
В 1999 году население села составляло 124 человека (76 мужчин и 48 женщин). По данным переписи 2009 года, в селе проживали 353 человека (182 мужчины и 171 женщина).